# Nekropole von Okabé

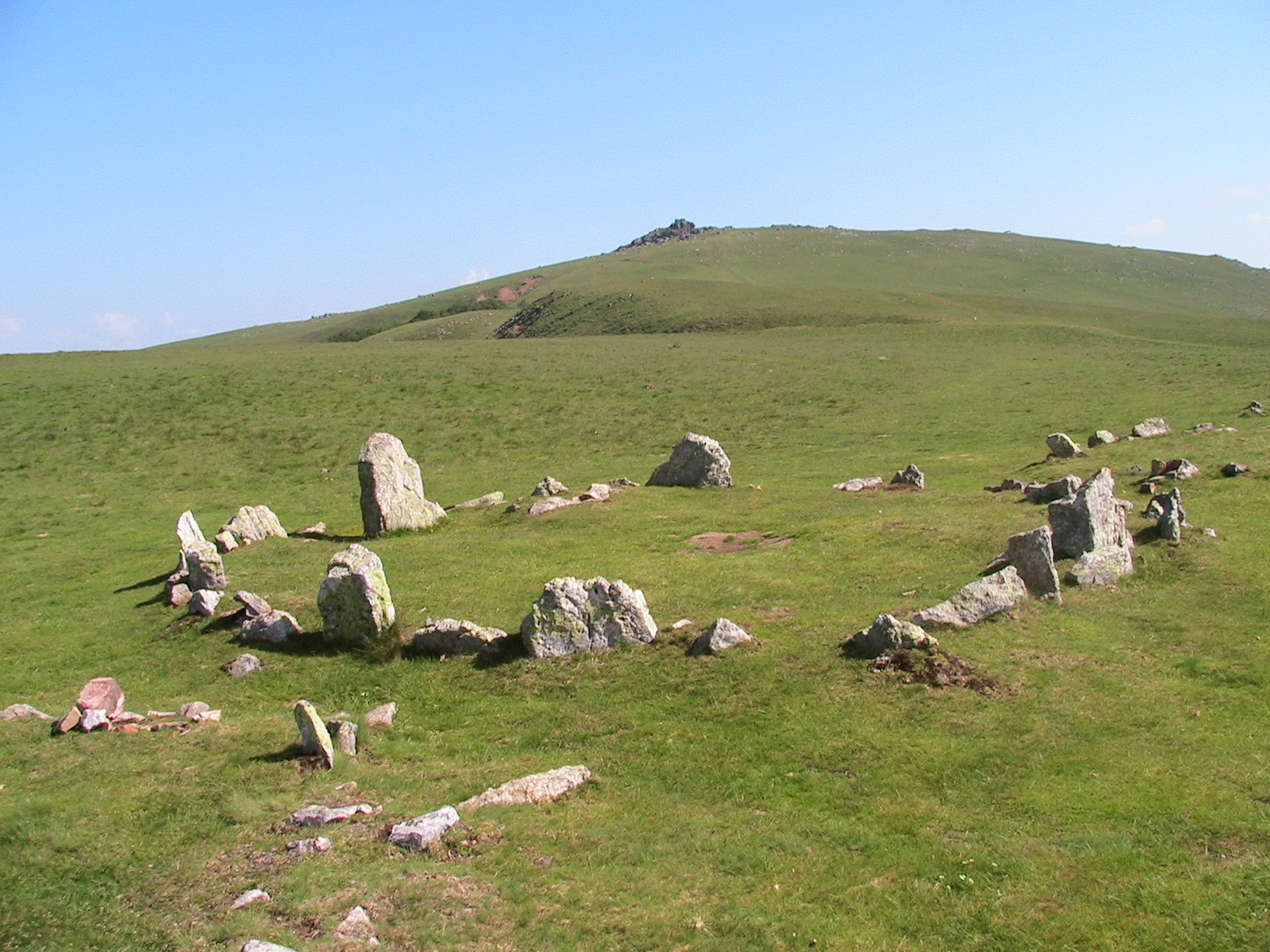
Nekropole von Okabé

Die Nekropole von Okabé (auch Cromlechs von Okabé/Occabé oder Cromlechs von Ilarrita) liegt auf einem etwa 1350 m hohen Plateau nördlich des namengebenden, 1466 m hohen Berges Okabé in Lecumberry bei Oloron-Sainte-Marie im Département Pyrénées-Atlantiques in Frankreich, nahe der Grenze zu Spanien. Sie besteht aus 26 Steinkreisen, lokal Cromlech bzw. baskisch Harrespil genannt.
Durch Ausgrabungen konnten im Zentrum der Kreise Pflaster sowie Reste von Holzkohle und Asche entdeckt werden. Die Bestattungen deuten darauf hin, dass es sich um eine Nekropole handelt.
Die Stätte ist seit 1956 als Monument historique geschützt.

## Siehe auch

Nekropole von Okabé
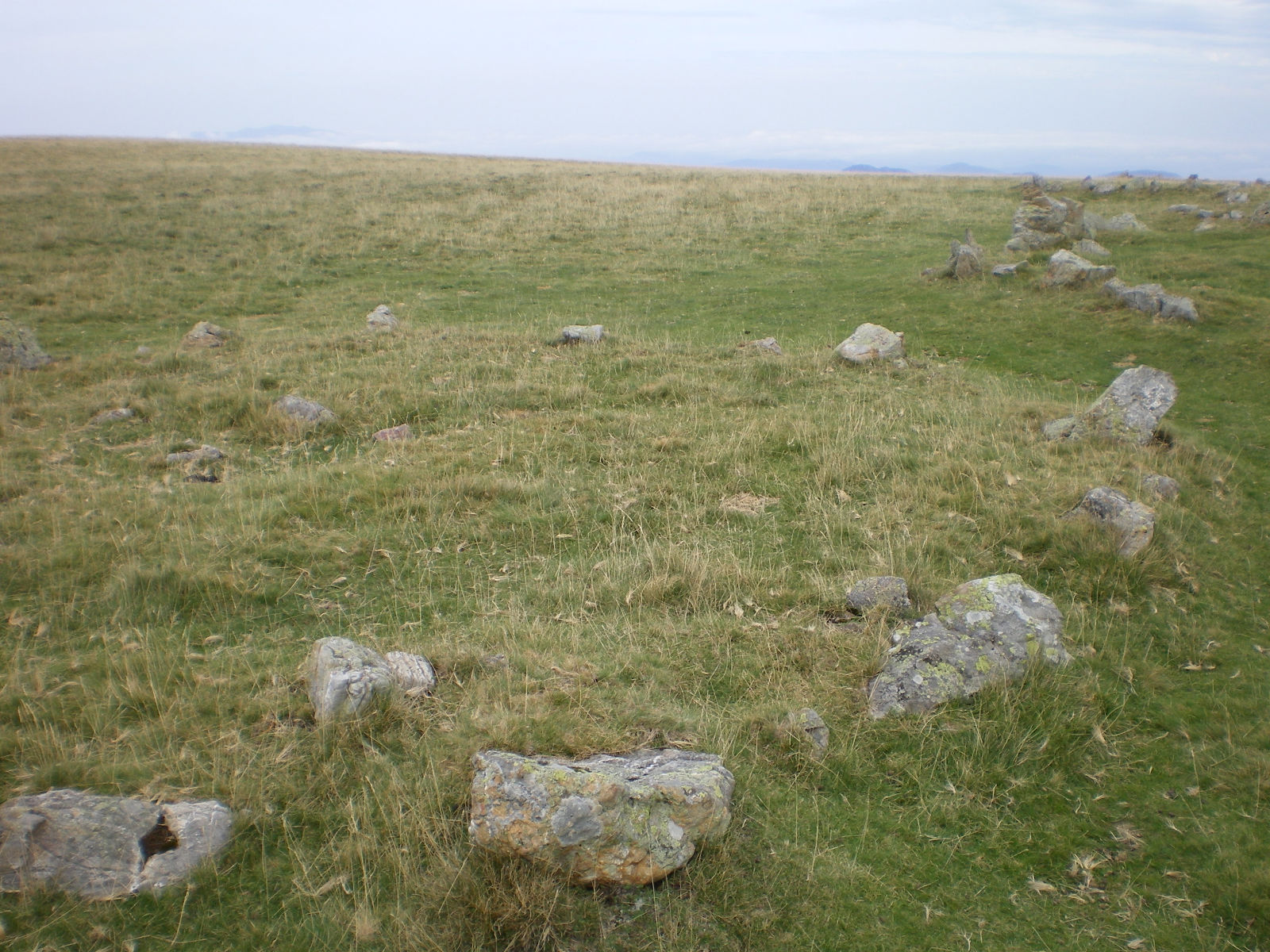
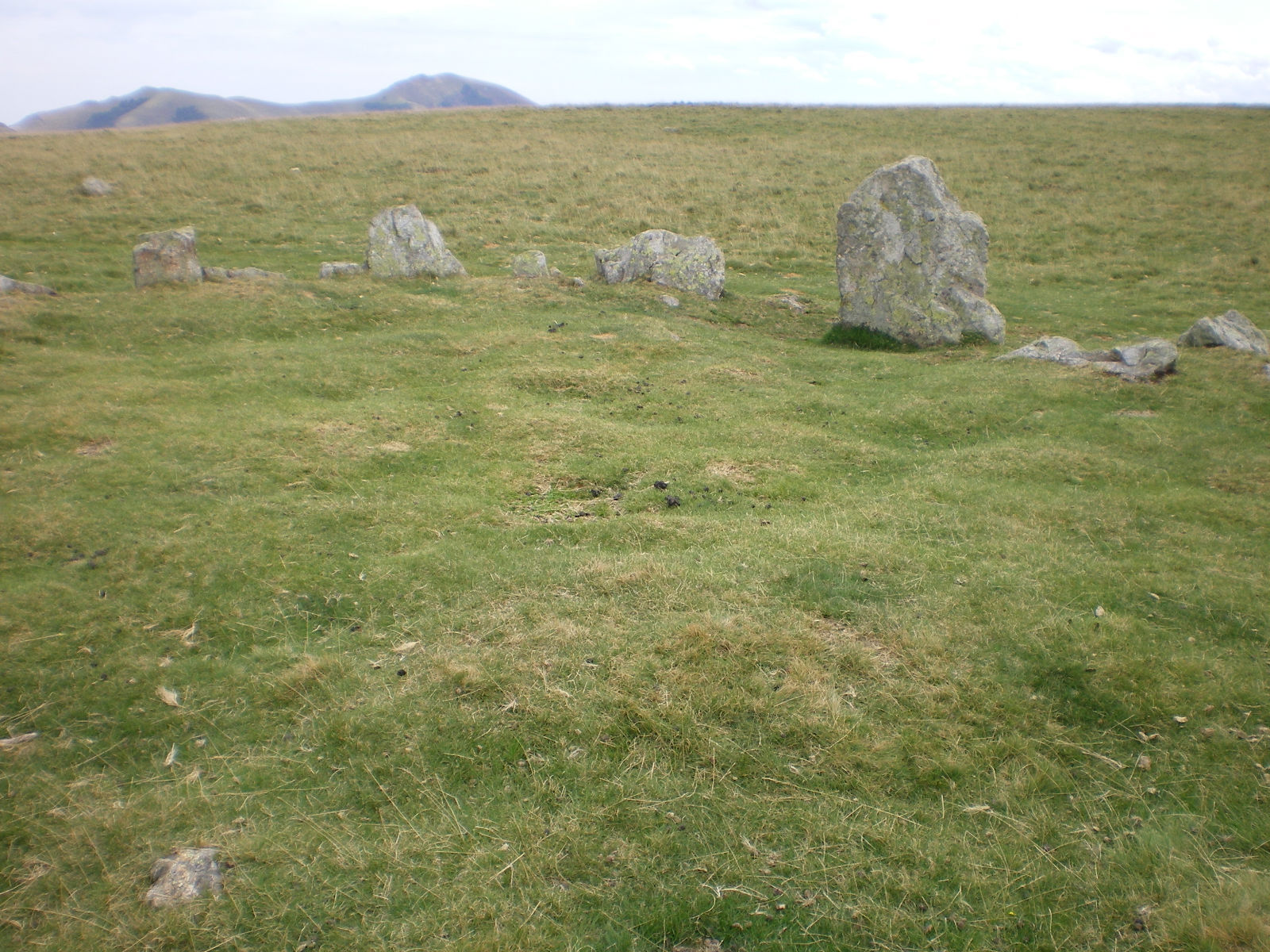
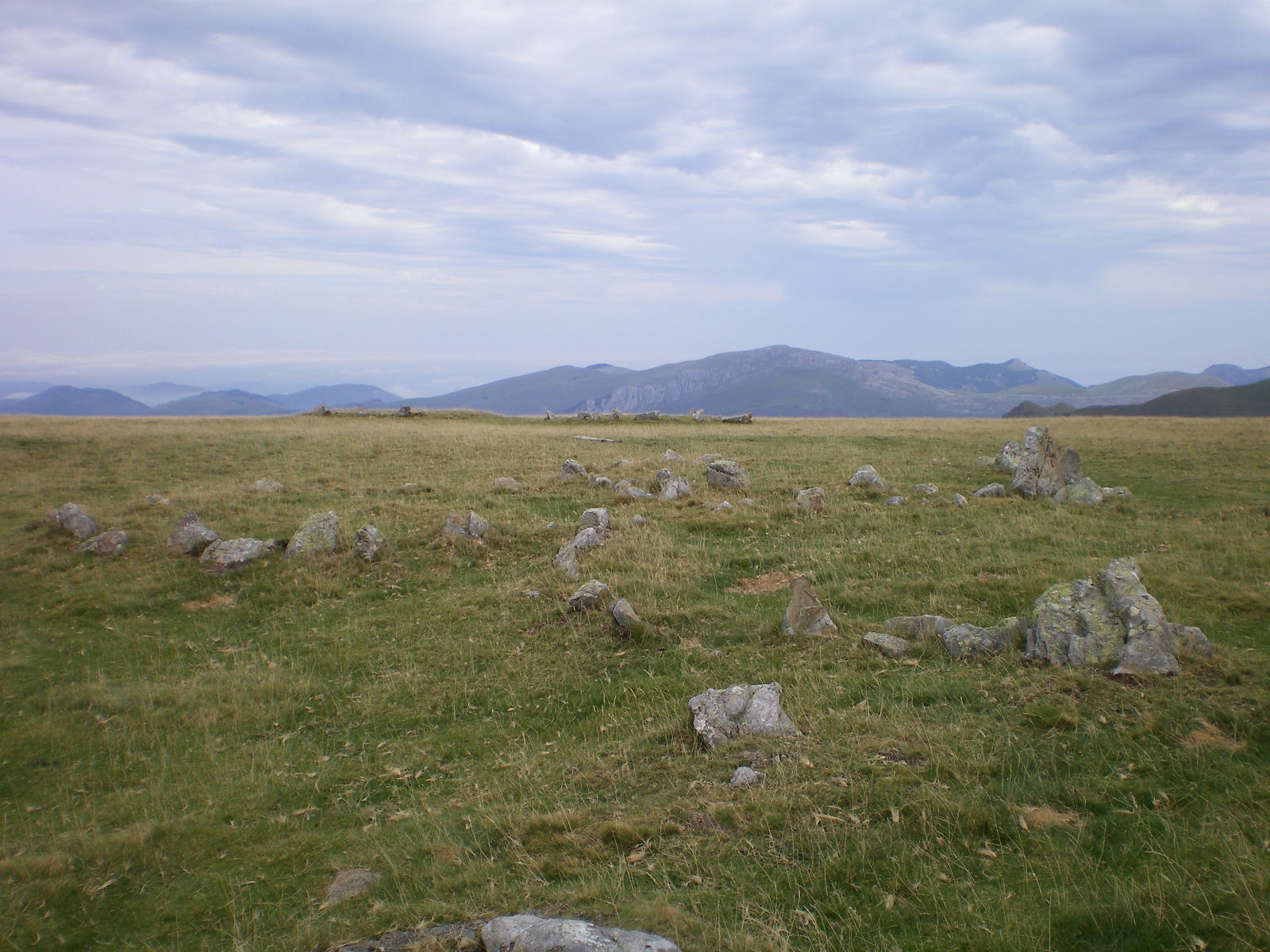
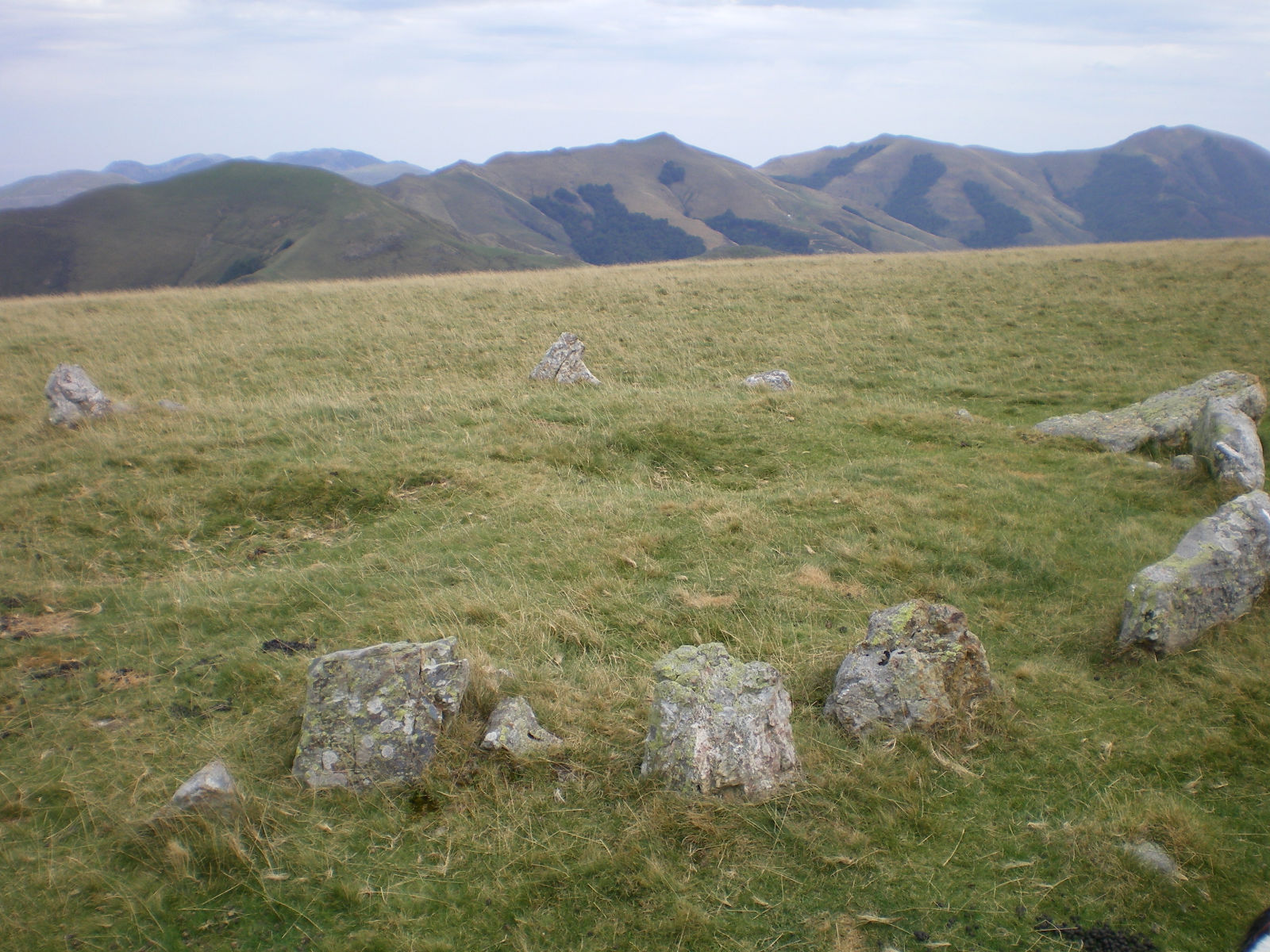